# جامعة فيلداو التقنية للعلوم التطبيقية

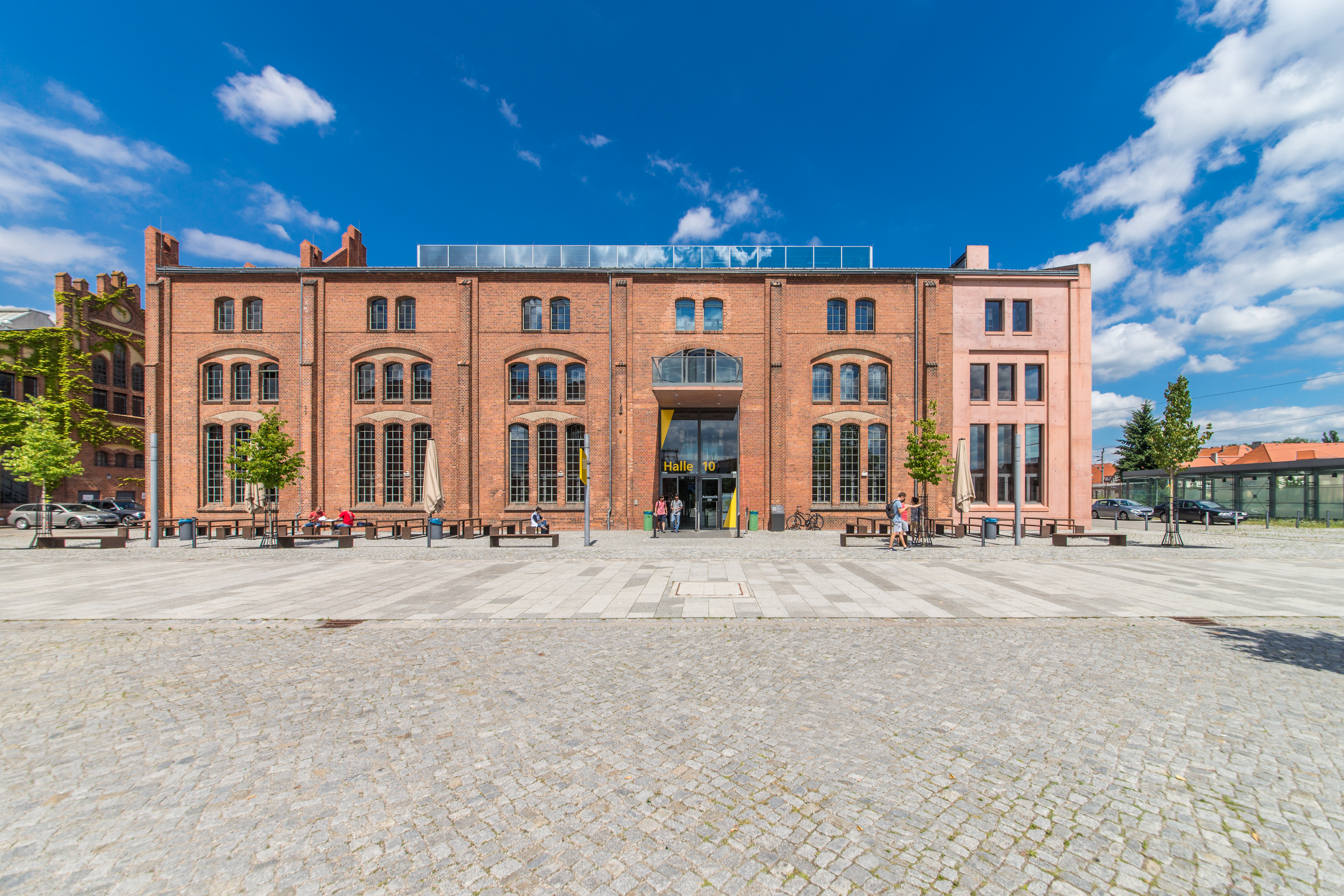
القاعة 10 ، بما في ذلك الكافتيريا والمكتبة

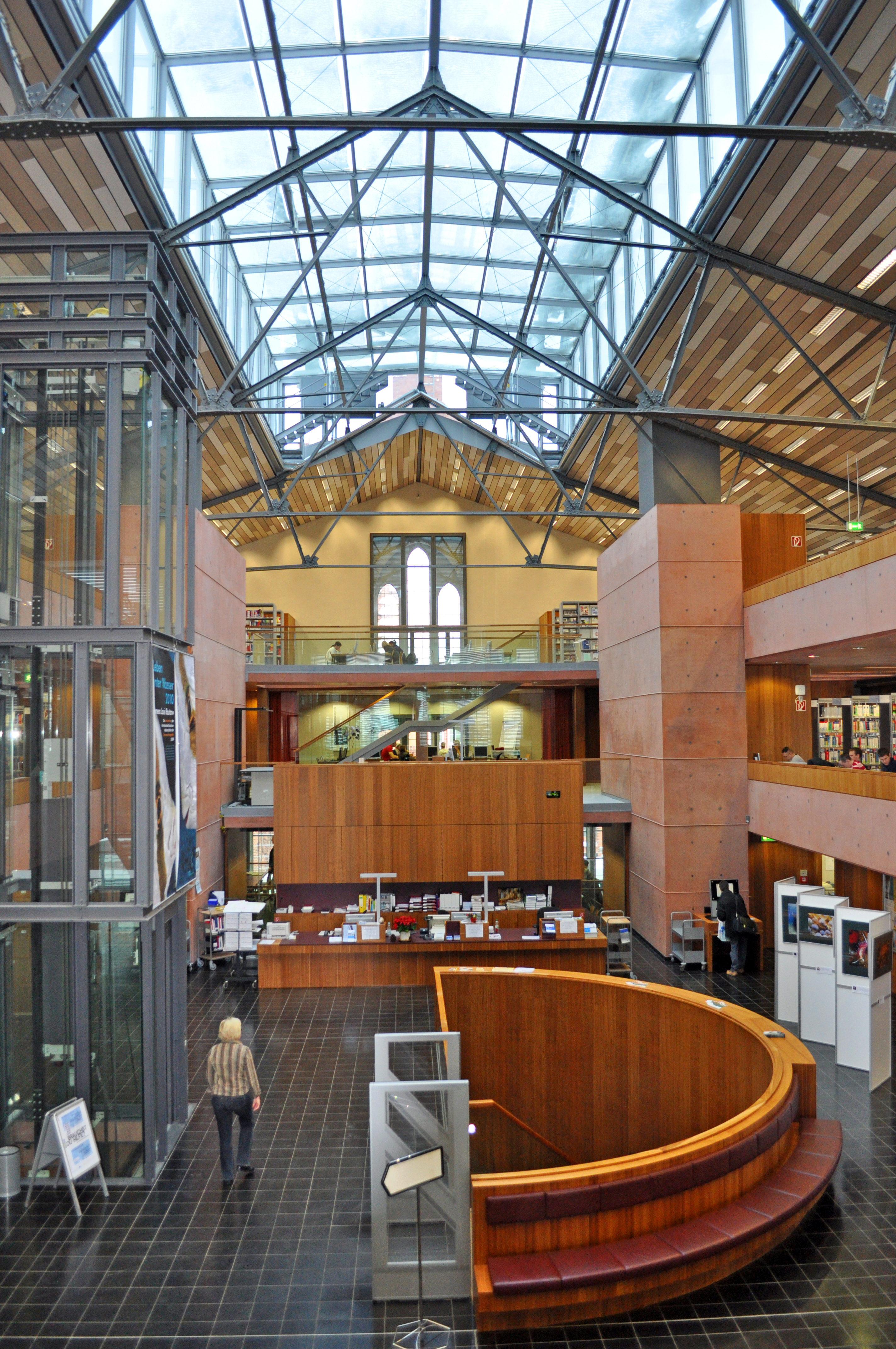
مكتبة ويلداو

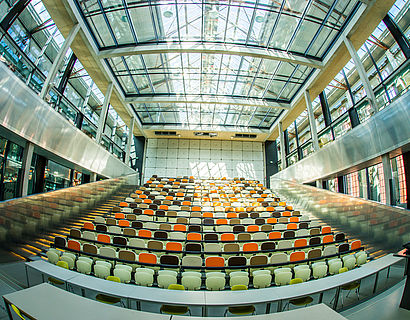
قاعة محاضرات كبيرة في قاعة 14

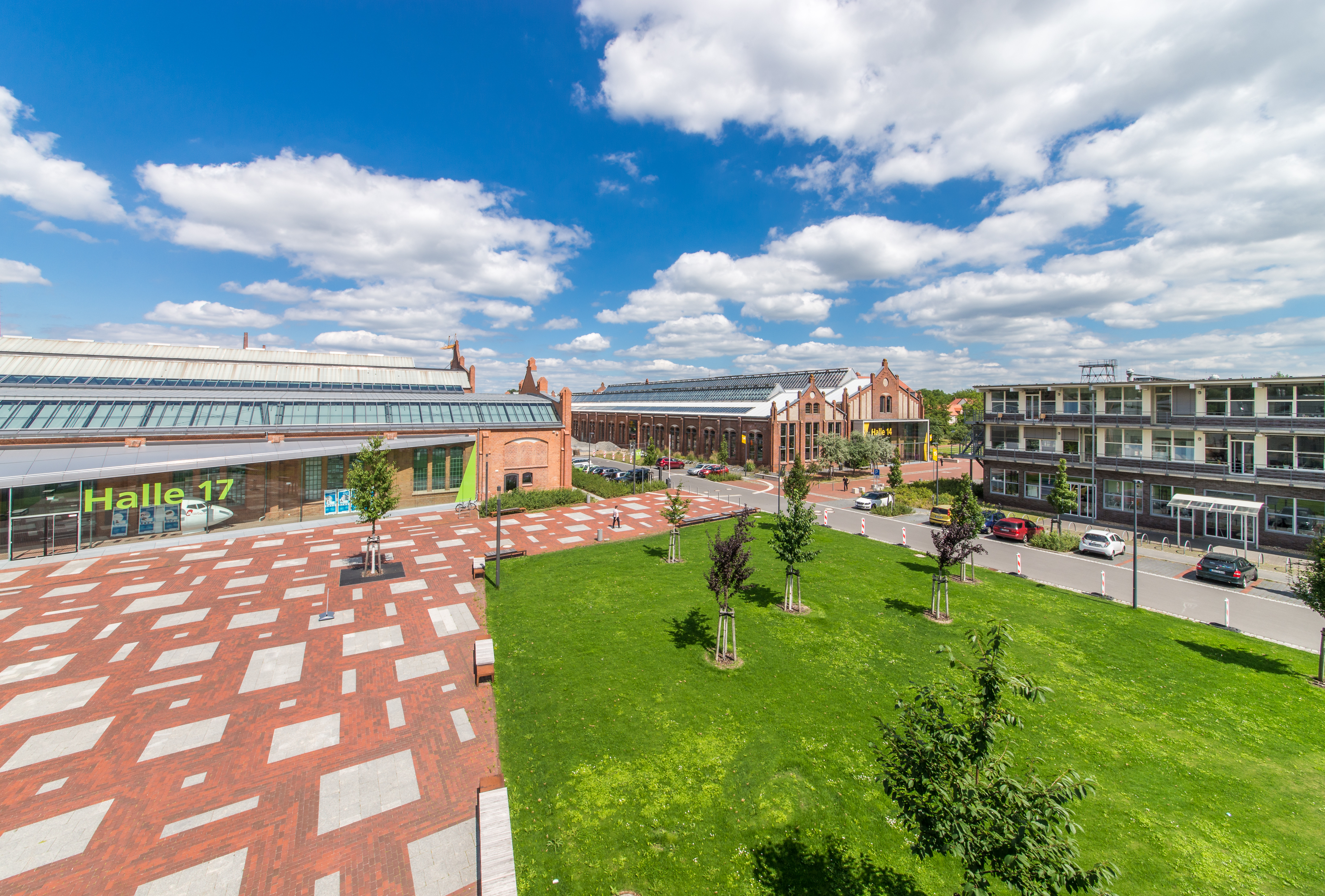
قاعة 17 والحرم الجامعي

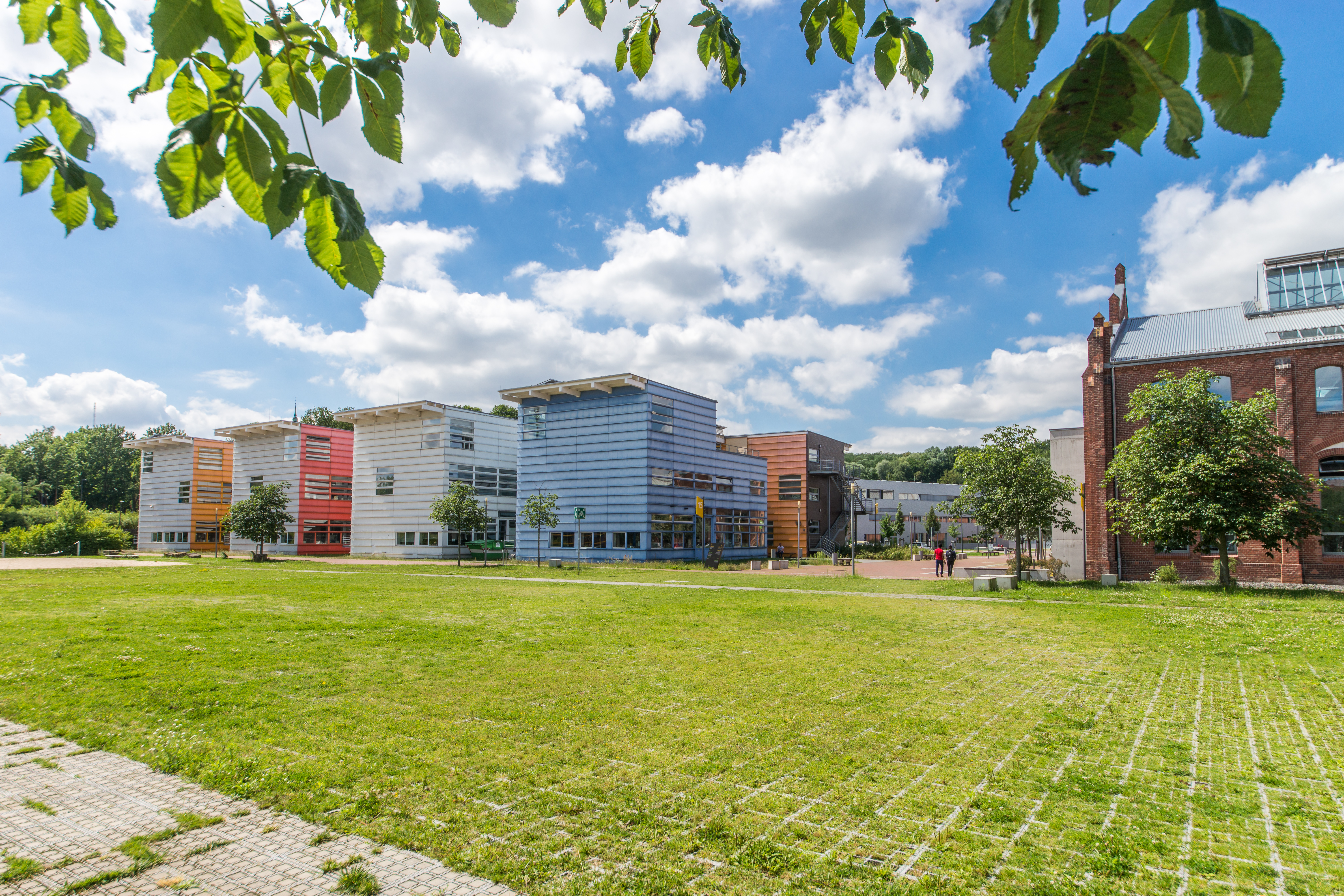
قاعة 15 والمناطق المحيطة بها

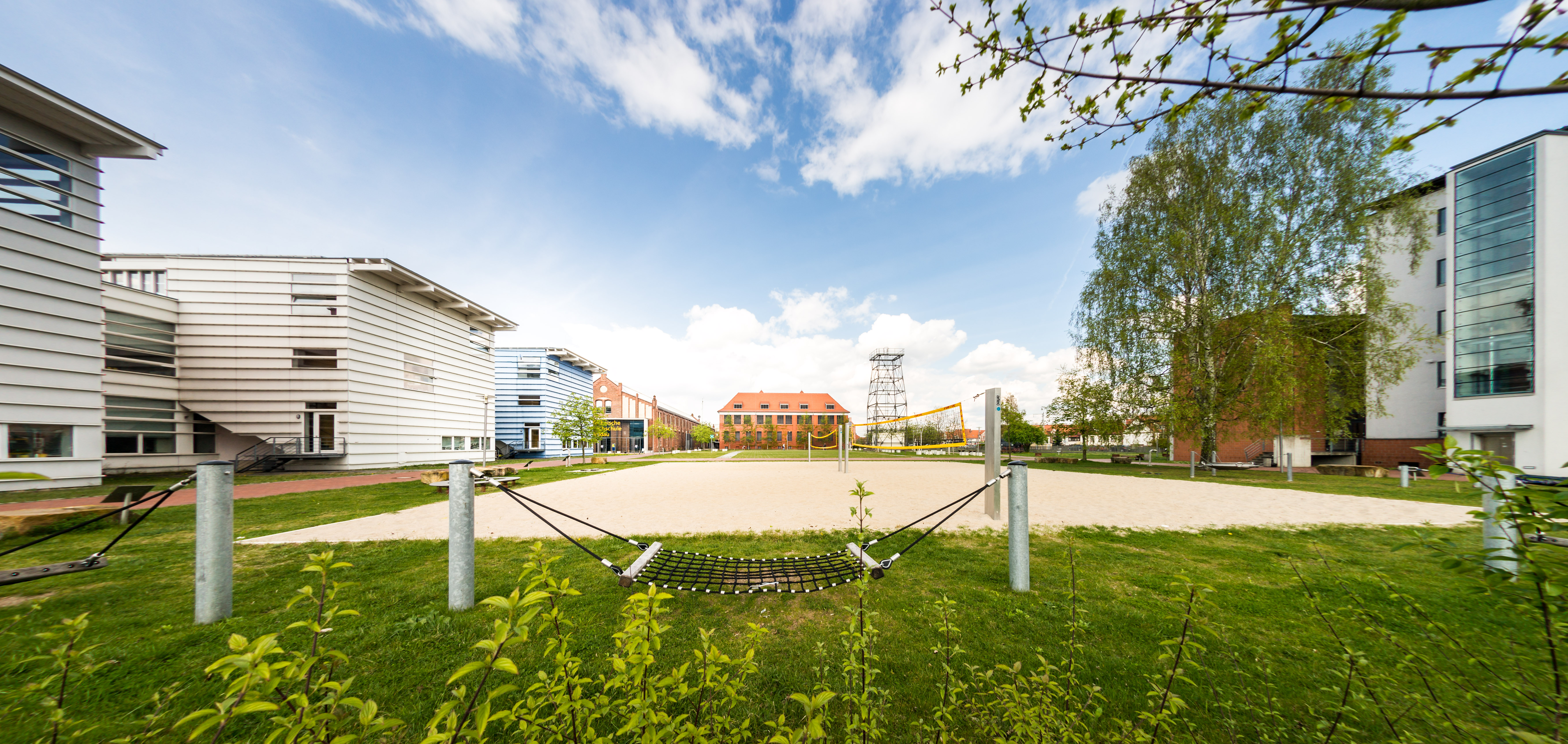
الكرة الطائرة في الحرم الجامعي

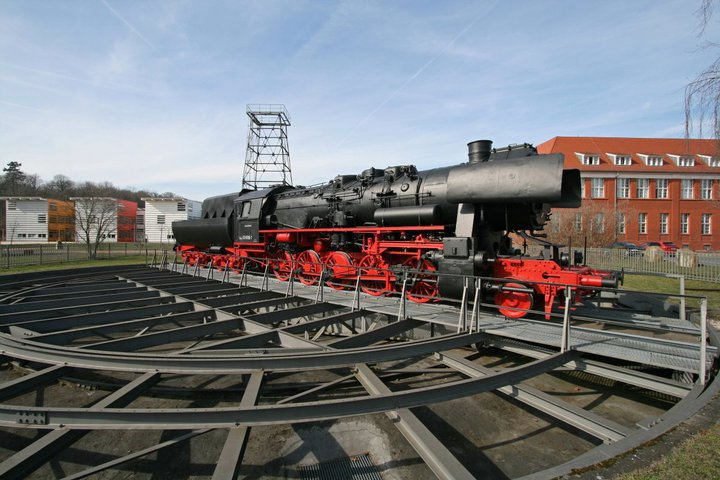
قاطرة في الحرم الجامعي ، تذكرنا بتاريخ ويلداو كمصنع قاطرة مهم

تعد الجامعة التقنية ڤيلداو للعلوم التطبيقية أكبر الجامعات للعلوم التطبيقية في ولاية براندنبورغ الألمانية. تم تأسيس Wildau في عام 1991 كجامعة تقنية للعلوم التطبيقية، ولكن ارتباطها بالتعليم الهندسي يعود إلى أواخر الأربعينيات من القرن الماضي. اليوم تقع الجامعة في حرم جامعي حديث ومتكامل، مع إمكانية الوصول المباشر بالقطار S-Bahn إلى العاصمة الألمانية برلين في اقل من ساعة.

## التاريخ
بدأ تاريخ الجامعة بعائلات الصيادين الذين استقروا على نهر دامة Dahme ثم أتوا لتوصيل الرمال والحصى والطوب من المنطقة بالقوارب إلى العاصمة. وضعت الهندسة الميكانيكية ڤيلداو على الخريطة كموقع للصناعة.

### 1889-1933: المنطقة الصناعية المتنامية
أصبحت شركة Berlin Machine Building Corporation (BMAG)، المعروفة سابقًا باسم L. Schwartzkopff واحدة من أهم الشركات في مجال تصنيع قاطرات السكك الحديدية في ألمانيا في أواخر القرن الماضي. وقد أصبح المصنع الأصلي، الذي يقع في وسط العاصمة برلين غير كافٍ لتلبية الاحتياجات المتزايدة لعاملي السكك الحديدية في المصنع. لذلك بدأت الشركة في البحث عن موقع مصنع جديد في المنطقة المحيطة حول برلين. لهذا السبب تم اختيار مساحة تبلغ 600.000 متر مربع في عام 1889 بجوار سكة حديد جورليتز بالقرب من مدينة هوهرلي.
لم يدم الإنتاج الكامل للآلات الدوارة عالية السرعة والمولدات والمعدات الكهربائية لفترة طويلة بعد نقلها إلى مصنع BMAG الجديد. من هذه البدايات، نشأت شركة جديدة - شركة Maffei-Schwartzkopff Co. - والتي زودت جميع قاطرات Schwartzkopff و Maffei بالكهرباء في السنوات التالية. ولكن في أعقاب الكساد العظيم (1931) كان لابد من إغلاق الموقع

### 1933-1945: ويلداو في ظل النظام الاشتراكي الوطني
في عام 1934، استحوذت شركة AEG على موقع Maffei-Schwartzkopff السابق وحولته إلى مصنع لتغذية صناعات الطيران. بدأ إنتاج الأسلحة في عام 1936  وايضا تم إنتاج جميع الطوربيدات وقذائف القنابل اليدوية ومحور المروحة وأنابيب المدافع والمدفعية. أنتج مصنع القاطرة في ڤيلداو " Schienenwolf " («ذئب السكك الحديدية») الذي استخدمه الفيرماخت الألماني أثناء انسحابهم من الاتحاد السوفيتي وإيطاليا.

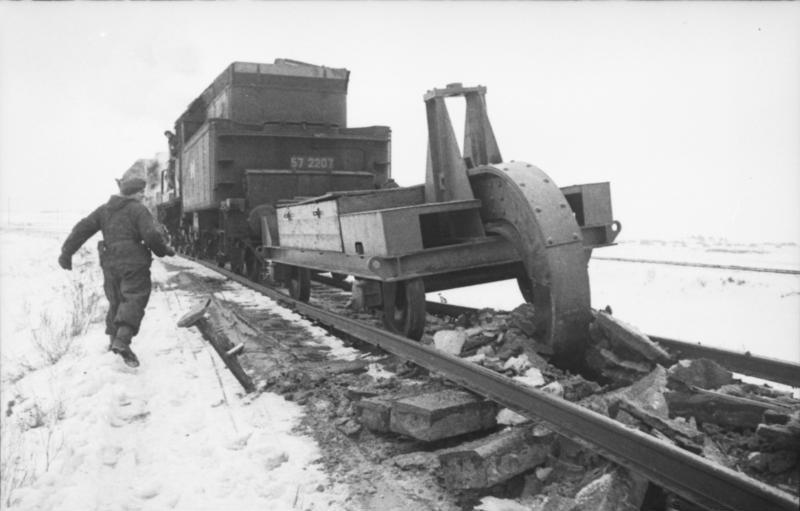
سيئ السمعة "Schienenwolf" أو "ذئب السكة الحديدية"

في أبريل من عام 1945 احتل الجيش السوفيتي مدينة ڤيلداو. لم يمض وقت طويل على ذلك حتى قرر هدم جميع قاعات الإنتاج وإزالة جميع المعدات من BMAG و AEG.

### 1949-1955: بدء التعليم الهندسي
في منتصف شهر سبتمبر عام 1949، تم إنشاء «المدرسة المهنية لبناء القاطرات والعربات» وبدأ التعليم الهندسي المتخصص في ڤيلداو رسميًا. بدأت الدراسات الهندسية بمجموعة من 5 طلاب فقط. في البداية، تم تحديد فترة الدراسة المحددة بأنها «لا تزيد عن عامين».
في سبتمبر 1953، تم تغيير اسم المدرسة إلى «المدرسة الفنية لإنشاء الآلات الثقيلة» وتم تكليفها لوزارة الإنشاءات الثقيلة. بعد عامين، تم إعادة تسميتها مرة أخرى، هذه المرة باسم «المدرسة الهندسية للآليات الثقيلة» (ISW). تم تدريب مهندسي الماجستير في البداية في الفصول المسائية، ولكن في دورات التعلم عن بعد كذلك.

### 1956-1991: مهنيون متخصصون في الهندسة
نما نطاق المدرسة وتركيزها بشكل عام على مجال الهندسة على مر السنين. في عام 1964 تم تغيير اسمها إلى «كلية الهندسة في الهندسة الميكانيكية ڤيلداو» لتعكس هذا النمو. بسبب تعيينها في السبعينيات من القرن الماضي لوزارة الأدوات والتشييد التابعة لGDR ، تمكنت ڤيلداو من الوصول إلى أدوات ومصادر مختلفة في مرحلة مبكرة من نشأتها. في الواقع، تم تثبيت أحد أنظمة الكمبيوتر الأولى لGDR ، نوع ZRA 1، في ڤيلداو.
خلال الثمانينيات، بدأت دورات دراسية إضافية للفنيين وتم توسيع الدورات الأخرى. كما بدأ إنشاء مبنى جديد في شارع Friedrich-Engels-Strasse مع قاعة كبيرة.

## الموقع

### القرب من برلين

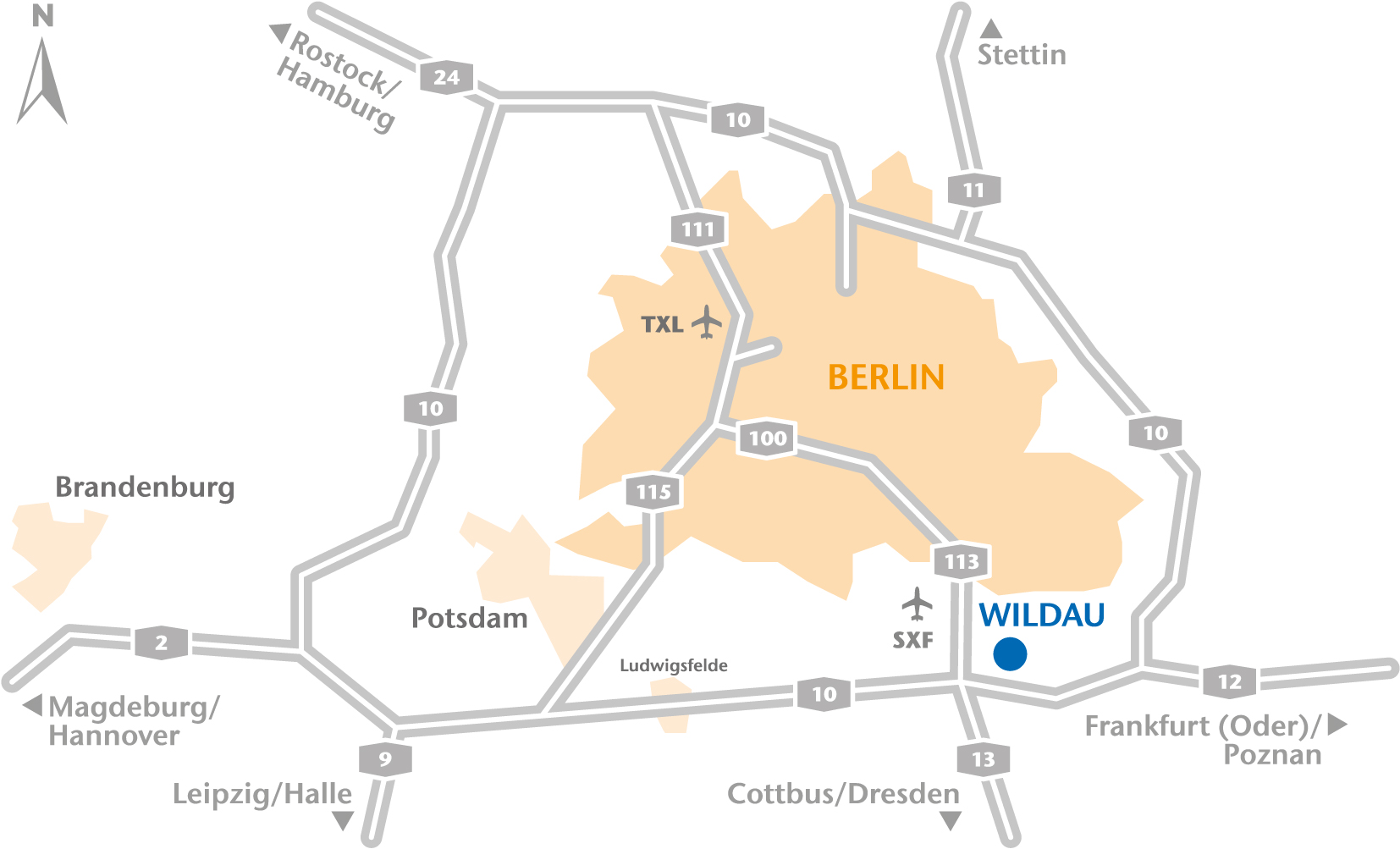
موقع ويلداو ، جنوب برلين

ڤيلداو هي جامعة تقع جنوب برلين. يمكن الوصول إلى الحرم الجامعي باستخدام خط القطار S-Bahn 46 (اتجاه Königs Wusterhausen) إلى محطة Wildau S-Bahn. تقع الجامعة مباشرة أمام محطة القطار.
يمكنك الوصول بالسيارة إلى الجامعة عبر Bundesautobahn 10 (Berliner Ring) عبر مخرج Königs Wusterhausen وكذلك عبر Federal Highway (Bundesstraße) 179.
مع خطوط الحافلات 736 و 737 و 738، يمكن الوصول إلى الجامعة مباشرة. يسمح خط القطار الإقليمي RE2 (اتجاه Cottbus Hauptbahnhof) وكذلك خط RB24 (اتجاه Senftenberg) للمزيد من إمكانية الوصول إلى الجامعة من برلين مع تغيير في Königs Wusterhausen.

### مركز النمو الإقليمي
تُعد ڤيلداو أيضًا جزءًا من أحد مراكز النمو الإقليمية الأسرع نموًا في براندنبورغ ("regionale Wachstumskerne")، التي يطلق عليها ("Schönefelder Kreuz"). وتتكون من مدينتي كونيغز فوسترهاوزن وڤيلداو، إلى جانب بلدية شونيفيلد. وهي تشمل منطقة مطار برلين براندنبورغ الجديدة، والتي ستصبح نشطة تمامًا بمجرد افتتاح مطار ويلي براند برلين - براندنبورغ في أكتوبر 2020 (إذا كانت التقديرات الحالية لبدء العمليات دقيقة).
في منطقة مجاورة لبراندنبورغ (إلى الشرق) تقع مقاطعة أودر سبري، التي ستكون موطن شركة Gigafactory التي أعلنت عنها تيسلا مؤخراً، وهي الأولى في أوروبا.
تقع الجامعة أيضًا على الحدود (من الشمال) من مدينة Zeuthen ، والتي تضم مقرًا للحرم الثاني من Synchroton الألماني ("DESY")، وهو جزء من معهد فيزياء الطاقة العالية. مسرع ديزي هو مركز أبحاث وطني يعمل على تشغيل مسرعات الجسيمات ويتحقق من بنية المادة.

## برامج الشهادات
الجامعة التقنية للعلوم التطبيقية ڤيلداو لديها 15 برنامج للبكالوريوس و 15 برنامج ماجستير. إلى جانب التخصصات الهندسية التقليدية، تشمل مجموعة الشهادات في الجامعة على دورات في العلوم الطبيعية والهندسة والاقتصاد والقانون وإدارة الأعمال والإدارة. تعتبر ڤيلداو الجامعة الوحيدة في براندنبورغ التي تقدم الخدمات اللوجستية، وهي أول جامعة في ألمانيا بأكملها حاصلة على شهادة في تكنولوجيا المعلومات. وهي أيضًا أول جامعة للعلوم التطبيقية في ألمانيا حاصلة على شهادة في تكنولوجيا النظم الحيوية / المعلوماتية الحيوية.
يمكن للطلاب كسب شهادات أكاديمية معترف بها دوليًا مثل درجة الماجستير والبكالوريوس (وفقًا لعملية بولونيا).
تضم الجامعة 12 درجات في البكالوريوس والماجستير في كليات الهندسة والعلوم وهي:
- Automation Technology Engineering
- Aviation Engineering/Aviation Logistics Engineering
- Aviation Engineering/Aviation Management Engineering
- Biosystems Technology/Bioinformatics Sciences
- Industrial Engineering
- Logistics Engineering
- Mechanical Engineering
- Physical Technologies/Energy Systems Engineering
- Telematics Engineering
- Transportation Systems Engineering
- Masters in Photonics
- Masters in Managment

| المنهج الدراسى                            | الدرجة العلمية | نوع الدراسة          | اللغة التعليمية        |
| ----------------------------------------- | -------------- | -------------------- | ---------------------- |
| إدارة الأعمال (بكالوريوس)                 | البكالوريوس    | مباشرة               | ألمانية                |
| إدارة الأعمال (بكالوريوس)                 | البكالوريوس    | مسافة                | ألمانية                |
| الأعمال والقانون (LL. ب.)                 | البكالوريوس    | مباشرة               | ألمانية                |
| الحوسبة التجارية (بكالوريوس)              | البكالوريوس    | مباشرة               | ألمانية                |
| الإدارة الأوروبية (بكالوريوس)             | البكالوريوس    | مباشرة               | الألمانية / الإنجليزية |
| الإدارة العامة في براندنبورغ ب.)          | البكالوريوس    | ثنائي (تدريب متكامل) | ألمانية                |
| المعلوماتية للإدارة العامة في براندنبورغ) | البكالوريوس    | ثنائي (تدريب متكامل) | ألمانية                |
| الأعمال والقانون (LL. M.)                 | سادة           | مباشرة               | ألمانية                |
| الحوسبة التجارية (ماجستير)                | سادة           | مباشرة               | ألمانية                |
| إدارة الأعمال (ماجستير)                   | سادة           | مباشرة               | ألمانية                |
| الإدارة الأوروبية (ماجستير)               | سادة           | مباشرة               | الإنجليزية             |
| إدارة الأعمال (ماجستير في إدارة الأعمال)  | سادة           | خارج المهنية         | ألمانية                |
| علوم الحاسوب بالمكتبة (ماجستير)           | سادة           | خارج المهنية         | ألمانية                |

## البحث والتنمية
ويلداو لديها تركيز البحوث قوية. بالمقارنة مع الجامعات الصغيرة الأخرى للعلوم التطبيقية، فقد كان أداءً جيدًا بشكل استثنائي في الحصول على تمويل أبحاث من طرف ثالث. تم جمع أكثر من 203000 يورو في شكل تمويل من طرف ثالث لكل أستاذ في عام 2015 ؛ في عام 2017، جمعت الجامعة 11 مليون يورو - ثلثي ميزانيتها.
تضم الجامعة أيضًا معهدين للأبحاث هما: معهد علوم الحياة والتقنيات الطبية الحيوية ومعهد المواد والتطوير والإنتاج.
تعاونت الجامعة منذ تأسيسها في عام 1991 مع أكثر من 150 جامعة وهيئة تعليمية في أكثر من 60 دولة في جميع أنحاء العالم.

## الشراكات الدولية
تمتلك ڤيلداو حاليًا حوالي 70 شراكة نشطة مع الجامعات الشريكة الدولية في جميع أنحاء العالم. تتضمن العديد من هذه التعاونات ترتيبات لتبادل الطلاب و / أو الموظفين.
تمنح الجامعة حاليًا شهادات مزدوجة مع هيئات تعليمية من بلدان مختلفة مثل الصين وفرنسا وجورجيا وإيطاليا وكازاخستان وروسيا وإسبانيا. وقد أنشأت أيضًا برنامجًا للحصول على الشهادة الثلاثية المشتركة في اللوجستيات وإدارة سلسلة التوريد مع جامعة برشلونة المستقلة في إسبانيا وجامعة ريغا التقنية في لاتفيا.

## روابط خارجية
- تي وايلداو (الإنجليزية)
- تي وايلداو (الألمانية)
- معهد وايلداو للتكنولوجيا